# Basurto-Zorroza
Basurto-Zorroza (en euskera Basurtu-Zorrotza) es el distrito número 8 correspondiente a las divisiones administrativas de Bilbao (en euskera Bilbo), España. Se divide en los barrios de Altamira, Basurto (en euskera Basurtu), Olabeaga, Masustegi-Monte Caramelo (en euskera Masustegi-Mintegitxueta) y Zorroza (en euskera Zorrotza).